# Gösel
Die Gösel (auch Göselbach, früher mitunter auch Geisel) ist ein rechter Nebenfluss der Pleiße im Landkreis Leipzig in Sachsen. Sie hat eine Länge von 21,5 Kilometern (ursprünglich etwa 25 Kilometer).

## Name
Der Name, 1168 als Gazele urkundlich in Erscheinung getreten, leitet sich wahrscheinlich vom althochdeutschen *Geizila mit der Bedeutung 'Ziegenbach' ab.

## Verlauf
Ihren Anfang nimmt die Gösel in Stockheim (zu Bad Lausick). Die Quelle ist schwer auszumachen, da die Flurentwässerung südwestlich des Ortes in den hinter der Kirche etwas breiter werdenden Bachlauf eingebunden ist. Nach einem Bogen nach Osten (Großbuch) und Norden (Otterwisch) schlägt die Gösel eine westliche Richtung ein, die sie bis zu ihrer Mündung in die Pleiße bei Rötha beibehält.
Bis in die 1960er Jahre bog sie hinter Pötzschau nach Nordwesten ab, um nach dem Passieren von Dreiskau-Muckern und den Ortsteilen von Magdeborn und Cröbern bei Markkleeberg-Ost die Pleiße zu erreichen. Wegen des fortschreitenden Braunkohlebergbaus (Tagebau Espenhain) musste ihr Lauf ab Pötzschau verlegt werden, so dass sie von da an bis zu ihrer neuen Mündung über 8 Kilometer in einem künstlich errichteten Flussbett zurücklegt, 4,5 Kilometer davon über teilweise rekultiviertes Gelände des ehemaligen Tagebaus.
Kurz vor der Mündung vernässt die Gösel im Bereich der Bundesstraße 95 die umliegenden Felder durch Qualmwasser. Die jährlich wachsende Fläche beträgt mehrere Hektar und umfasst die Teilflächen südlich und nördlich der Gösel und östlich und westlich der Bundesstraße. Die Unterquerung Letzterer durch eine Dorfstraße ist noch nicht wieder nutzbar, da auch sie sich im überfluteten Gebiet befindet. Die Stadt Rötha ertüchtigt die Straße bis Mitte 2018.[veraltet]

## Alte Gösel
Die Alte Gösel entwässert die Aue ab Pötzschau heute größtenteils unterirdisch und tritt erst wenige hundert Meter vor ihrer Mündung in den Störmthaler See aus den wasserführenden Schichten heraus. Dort hat sie sich wegen des wesentlich niedrigeren Seeniveaus mehrere Meter in ihr altes Tal eingeschnitten und einen Schwemmfächer in der Grunaer Bucht aufgeschüttet.
Veränderung des Flusslaufes
Im Jahr 2010 wurde nach langanhaltenden Regenfällen wegen großflächiger Überschwemmungen bei Dreiskau-Muckern der Damm geöffnet, der zum Schutz des Tagebaues vor dem Wasser der Alten Gösel errichtet worden war. Die Alte Gösel fließt seitdem zumindest nach Starkregenereignissen wieder im alten Bett durchgängig. Die einsturzgefährdeten Steilufer der eingeschnittenen Alten Gösel wurden trotz der Besiedlung durch die streng geschützten Uferschwalben im Sommer 2011 abgetragen. Der bis dahin entstandene Schwemmfächer wurde durch die anhaltende Flutung des Störmthaler Sees überschwemmt.

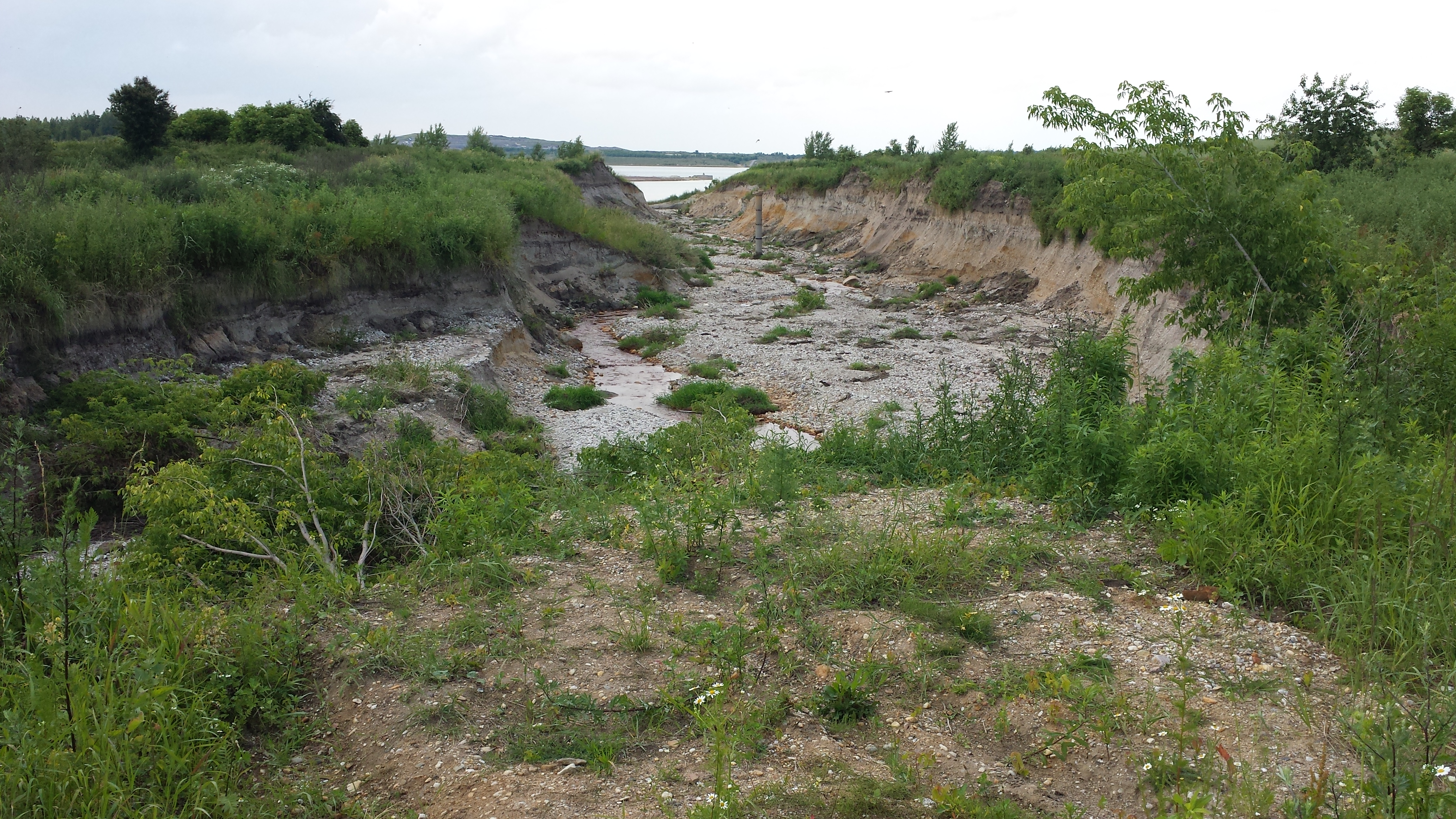
Die eingeschnittene Alte Gösel kurz vor ihrer Mündung in den Störmthaler See (im Hintergrund)

Durch einen Dammbruch bei Oelzschau am 3. Juni 2013 floss die Hochwasser führende Gösel im Alten Bett in den Störmthaler See und schwemmte Nährstoffe, Saatgut aber auch Müll in die Aue. Bis zum 8. Juni 2013 flossen bis zu 3 m³/s Wasser in den See und ließen diesen über den geplanten Endwasserstand hinaus ansteigen. Die künstlich modellierten Göselufer wurden wieder erodiert und als neuer Schwemmfächer oberhalb des Seespiegels aufgeschüttet.
Die neu entstandenen Steilufer wurden sofort wieder von Uferschwalben besiedelt und die neue Weichholzaue samt Schwemmfächer durch Weiden, Erlen und Pappeln, sowie zahlreichen Gräsern und Stauden begrünt. Die Alte Gösel mäandriert zwischen den Steilufern und verzweigt sich nahe der Mündung mehrmals. Besonders das Mündungsdelta ist von zahlreichen Neben- und Seitenarmen durchzogen. Der wechselnde Durchfluss und die Veränderung des Bewuchses bestimmen, welche Arme durchflossen werden. Motorrad- und Quadfahrer störten anfangs noch das junge Biotop, wurden jedoch nach wenigen Jahren vom dichten Geäst des jungen Auwaldes am Befahren gehindert.
Ende 2019 wurde durch den Gemeinderat Großpösna die „Sedimentausräumung Grunaer Bucht“ beschlossen. Die Erdmassen des Schwemmfächers sollen vor allem aus der Fahrrinne herausgeholt werden. Ob damit tatsächlich nur eine Fahrrinne „ertüchtigt“ oder das ganze Sediment der Gösel abgetragen und somit das Delta samt Auwald zerstört wird, steht erst nach den angekündigten Lösungsvorschlägen und Voruntersuchungen fest.
Mündung in die Pleiße
Das Ausleitbauwerk am Markkleeberger See für die Kleine Pleiße liegt etwa 180 Meter nördlich der ursprünglichen, bis circa 1970 bestehenden Göselmündung. Die Kleine Pleiße verläuft in einem nach 2006 wiederbespannten, veränderten Altbett der Pleiße, kann aber wegen der Gewässerverbindung von der heutigen Mündung der Alten Gösel in den Störmthaler See bis zu diesem Ausleitbauwerk auch als neuer Kurs der Alten Gösel in die Pleiße verstanden werden. Dementsprechend ist das Einzugsgebiet bedeutend größer, als es für ihre Gewässerlänge von 1,75 Kilometern zu erwarten wäre und umfasst auch den genannten, noch bestehenden Abschnitt ab Pötzschau. Gelegentlich werden die Gewässerbezeichnungen heute synonym verwendet, obwohl dies aus historischer Sicht nicht zutreffend ist.

## Nebenflüsse
- Markgraben und Fipper bei Kömmlitz (links)
- Oberholzgraben (rechts, nicht ständig wasserführend)

vor der Verlegung noch
- Schlumper in Magdeborn (rechts)

## Wasserqualität
Durch die Nutzung der Gösel als Vorfluter zur Abgabe belasteter Abwässer aus dem Braunkohle verarbeitenden Kombinat Espenhain, die über den sogenannten Teergraben bei Pötzschau in die Gösel gelangten, war die Wasserqualität im Unterlauf des Baches ab den 1940er-Jahren sehr schlecht. Allein im letzten vollen Betriebsjahr 1989 wurden 34,7 Millionen Kubikmeter Abwasser eingeleitet, in denen 1560 Tonnen suspendierbare Teilchen, 580 Tonnen Ammonium, 403 Tonnen extrahierbare Stoffe und 2,5 Tonnen Schwefelwasserstoff enthalten waren. Das hatte über die jahrzehntelange Belastung zur ökologischen Verödung des zum Abwasserkanal verkommenen Baches geführt, nach DDR-Wassergüteklassifizierung ausgedrückt Klasse 6 (Gewässer vergiftet, nicht nutzbar). Mit der Stilllegung des Werkes zu Beginn der 1990er-Jahre verbesserte sich die Wasserqualität entscheidend. Im Jahre 2001 war nach nunmehr gültiger Einstufung die Klasse II-III erreicht.

## Orte an der Gösel
Das Gebiet der Gösel ist sehr altes Siedlungsgebiet. Es gab zahlreiche Mühlen (bei den Orten durch M gekennzeichnet), die die Gösel über Mühlgräben oder Stauteiche antrieb. Die Orte an der Gösel werden häufig auch als die Göseldörfer bezeichnet.
- Stockheim (zu Bad Lausick)
- Großbuch (zu Otterwisch)
- Otterwisch (M)
- Rohrbach (zu Belgershain) (M)
- Oelzschau (zu Rötha) (M)
- Kömmlitz (zu Rötha)
- Pötzschau (mit Großpötzschau (M), Kleinpötzschau und Dahlitzsch (M), zu Rötha)

vor der Flussverlegung noch
- Dreiskau-Muckern (M)
- Magdeborn (mit Göltzschen, Gruna, Tanzberg, Dechwitz, Göhren, Sestewitz (M))
- Cröbern
- Crostewitz (ab 1923 zu Cröbern)

(M) = ehemalige Mühle

## Landschafts- und Naturschutz
Etwa in der Mitte zwischen Stockheim und Großbuch überschreitet die Gösel südlich von Otterwisch die Grenze zum Landschaftsschutzgebiet Partheaue, verlässt es dann wieder beim Durchfluss durch Otterwisch, um nordöstlich von Otterwisch erneut im Landschaftsschutzgebiet Partheaue durch den Mühlteich zu fließen und kurz danach namensgebender Bestandteil des FFH-Gebietes „Rohrbacher Teiche und Göselbach“ zu werden. Südlich an Rohrbach vorbeifließend verlässt die Gösel dann das Landschaftsschutzgebiet Partheaue
.

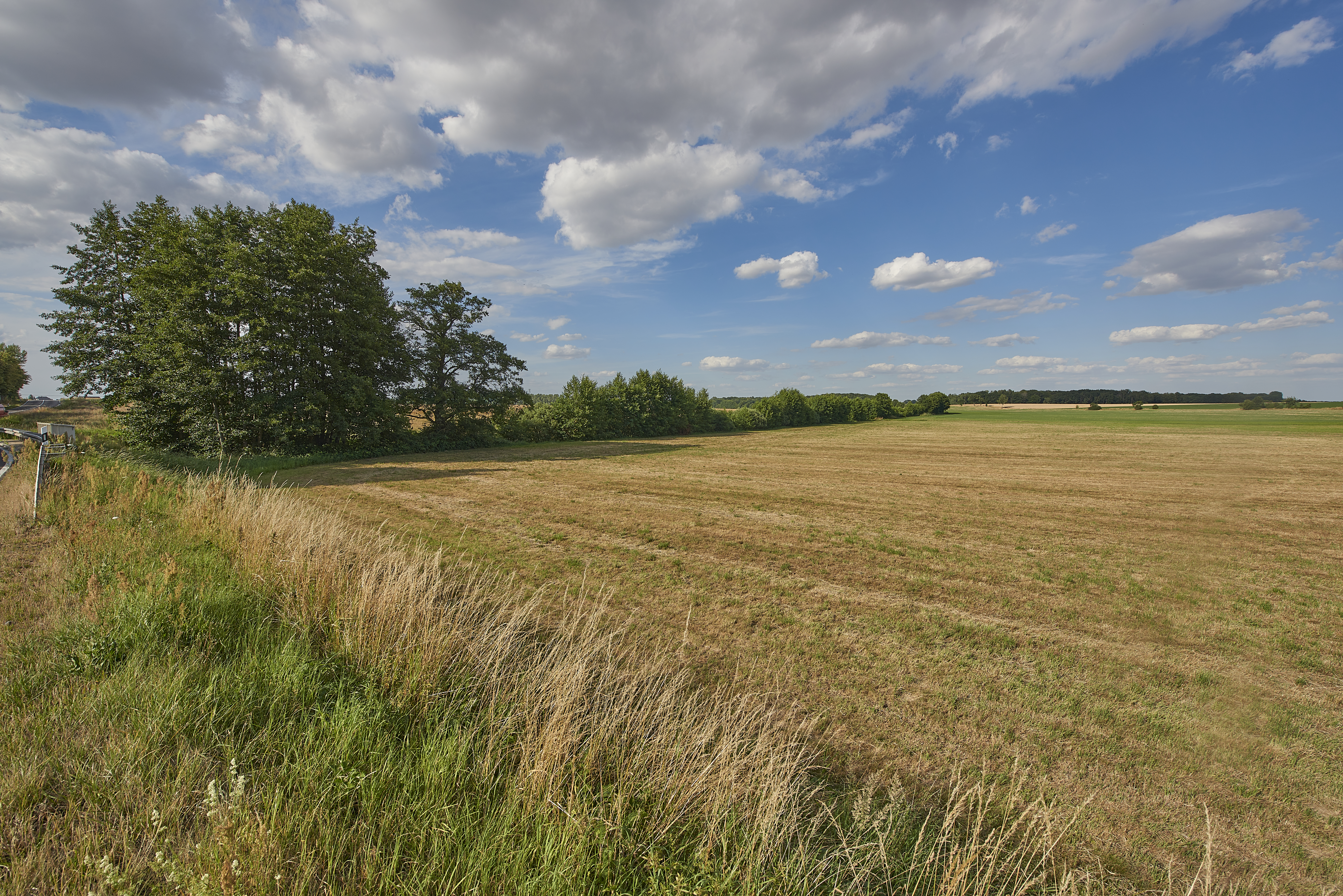
Die Gösel südlich von Otterwisch im Landschaftsschutzgebiet Partheaue
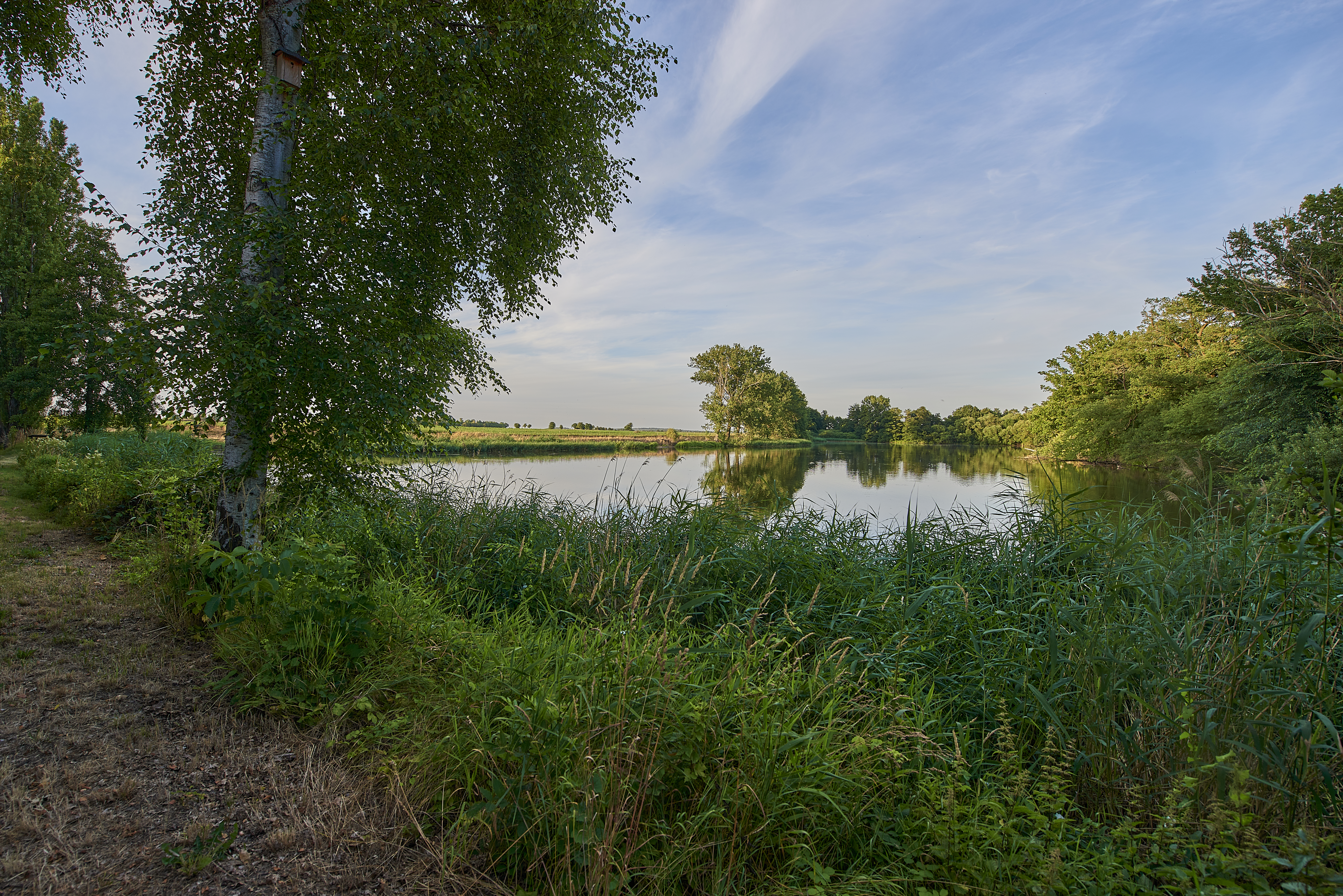
Mühlteich bei Otterwisch, von der Gösel durchflossen
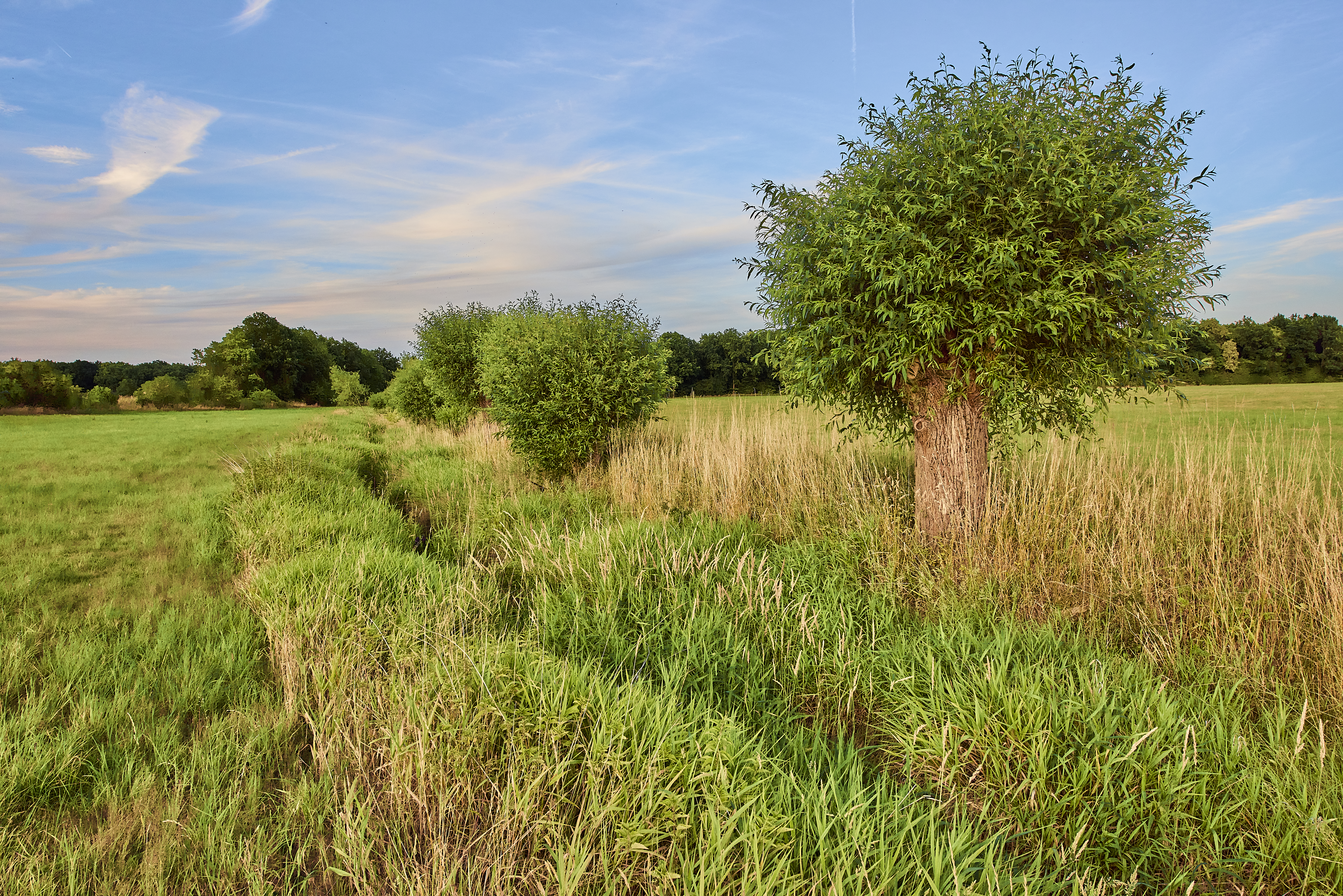
An der Gösel östlich von Rohrbach im FFH-Gebiet Rohrbacher Teiche und Göselbach

## Bilder zur Gösel

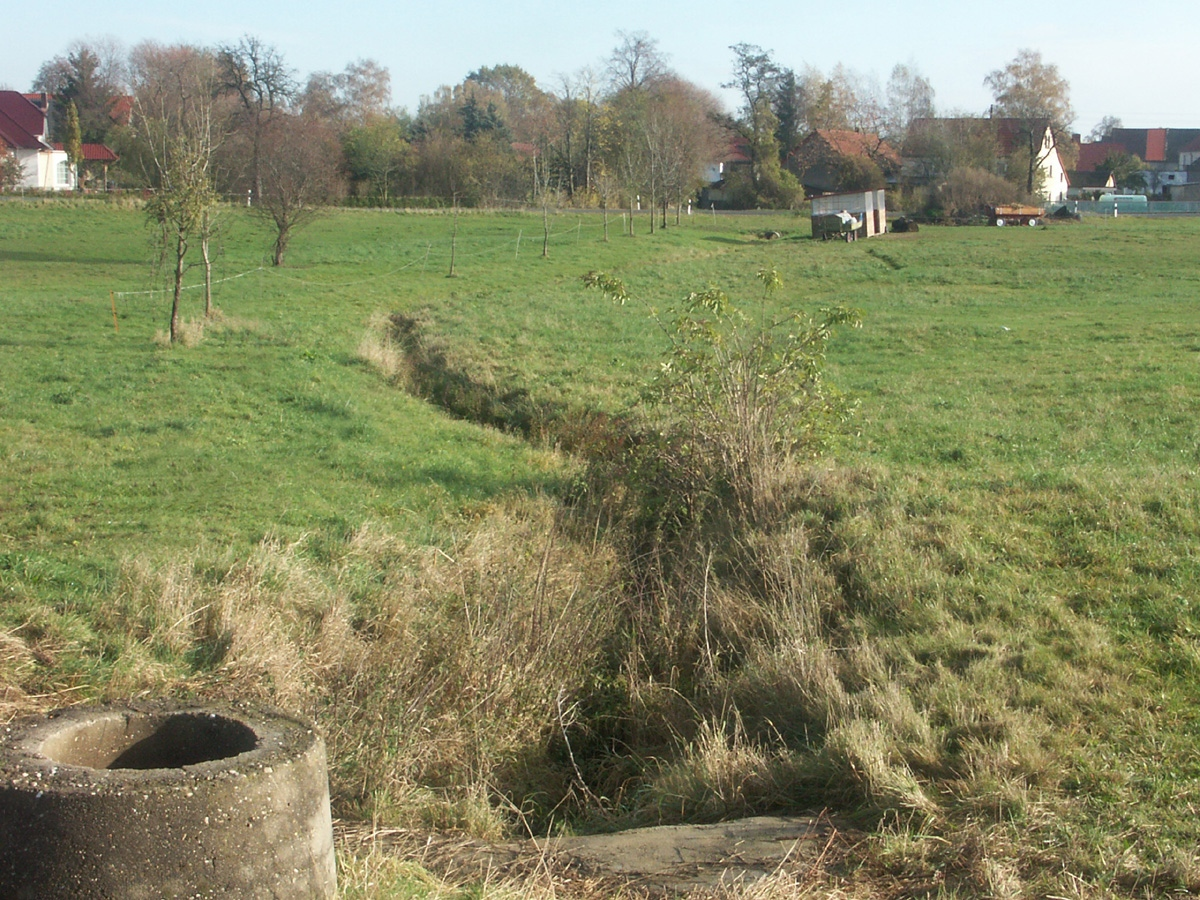
Flurentwässerung bei Stockheim
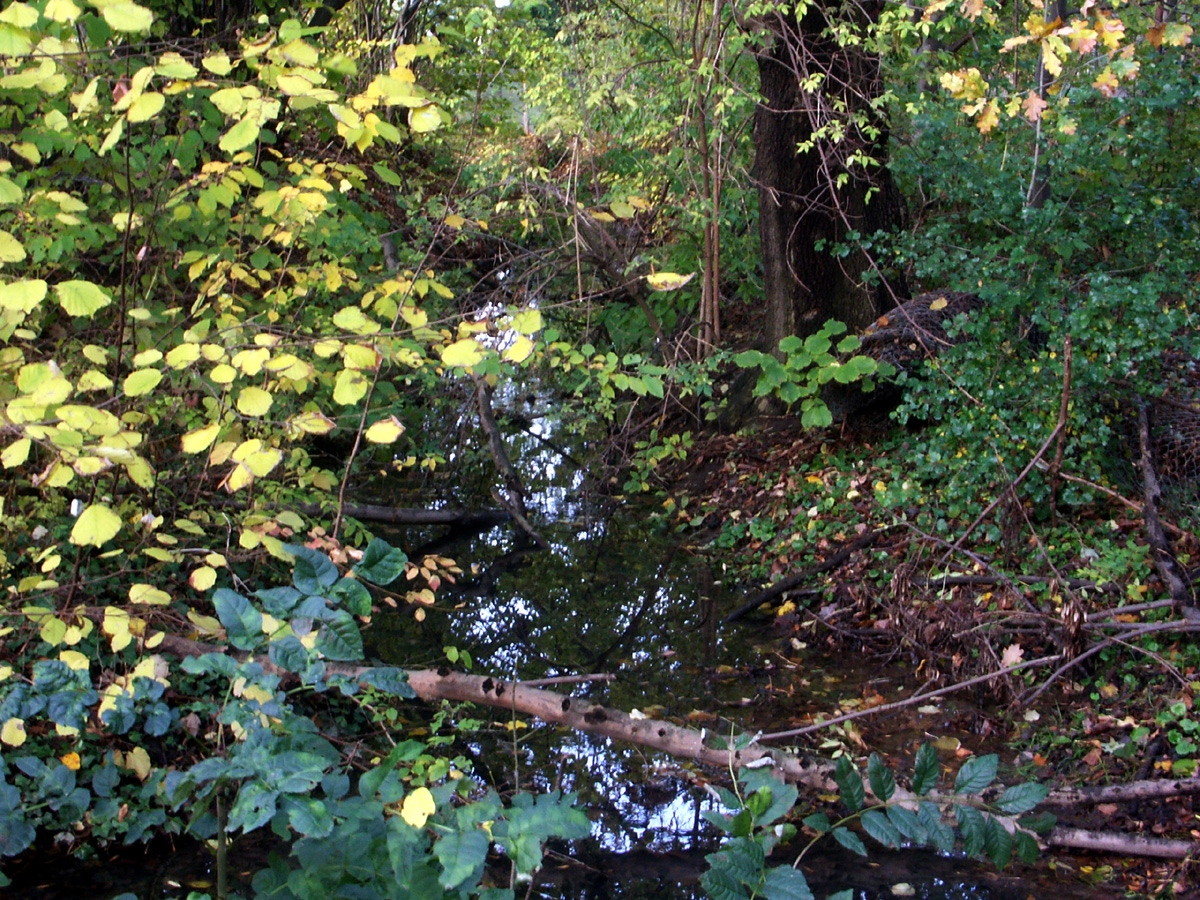
Die junge Gösel hinter der Stockheimer Kirche
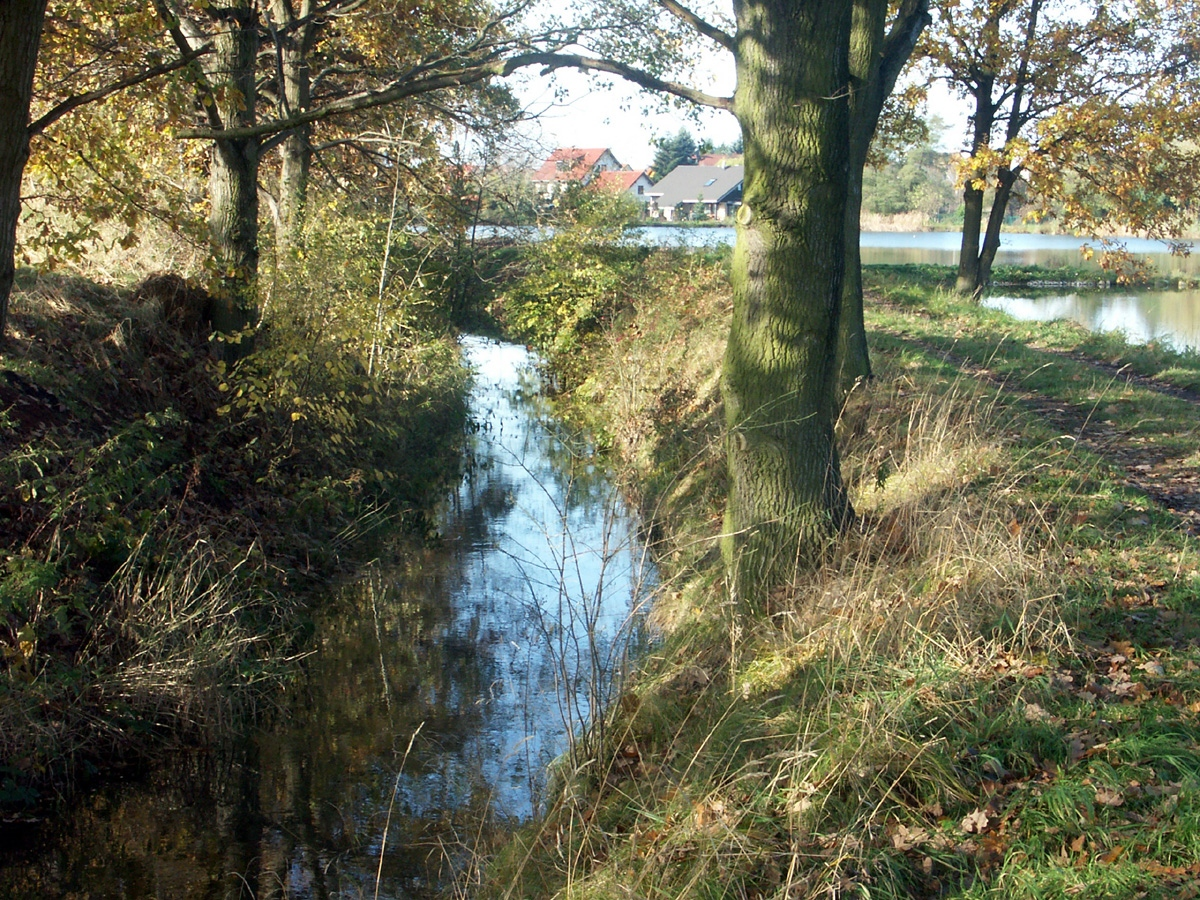
Die Gösel neben den Oelzschauer Teichen
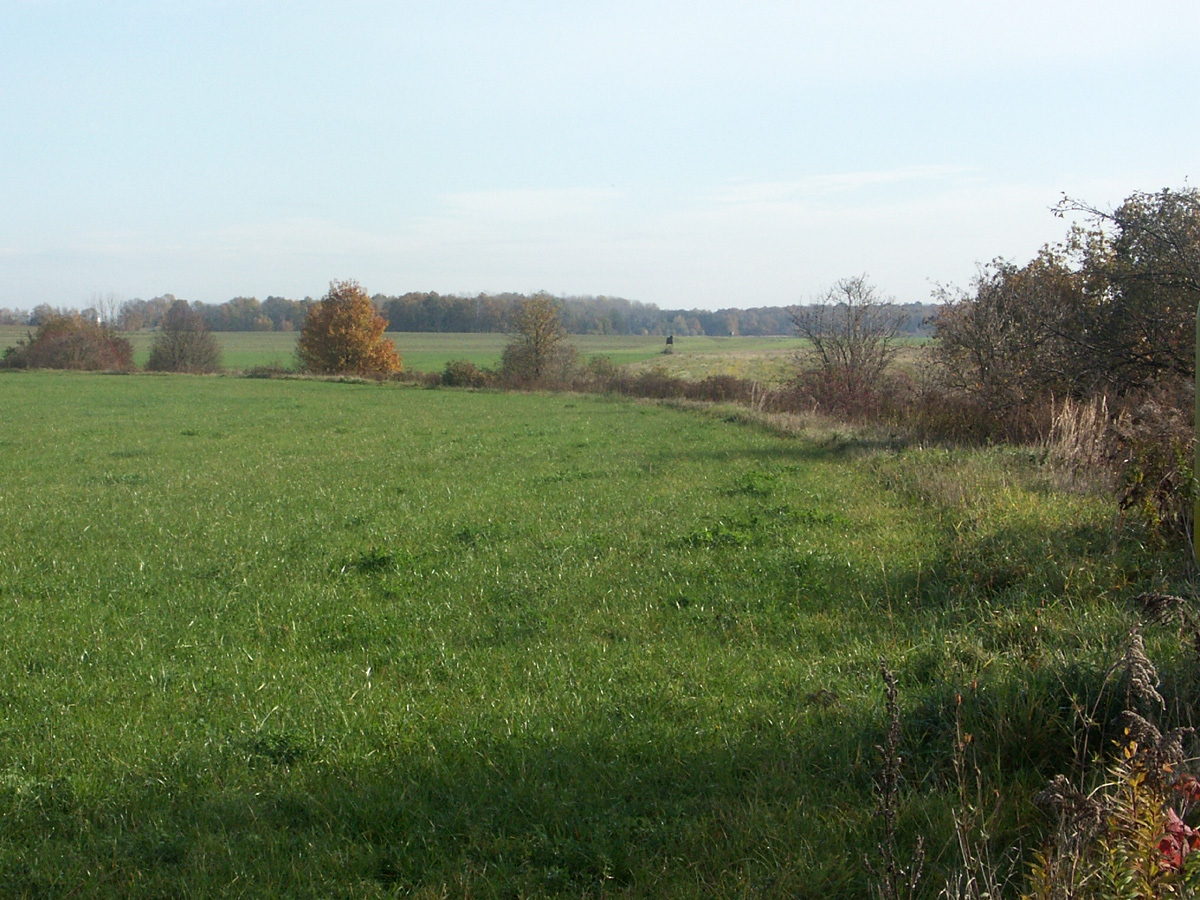
Typische Göselflur zwischen Oelzschau und Pötzschau
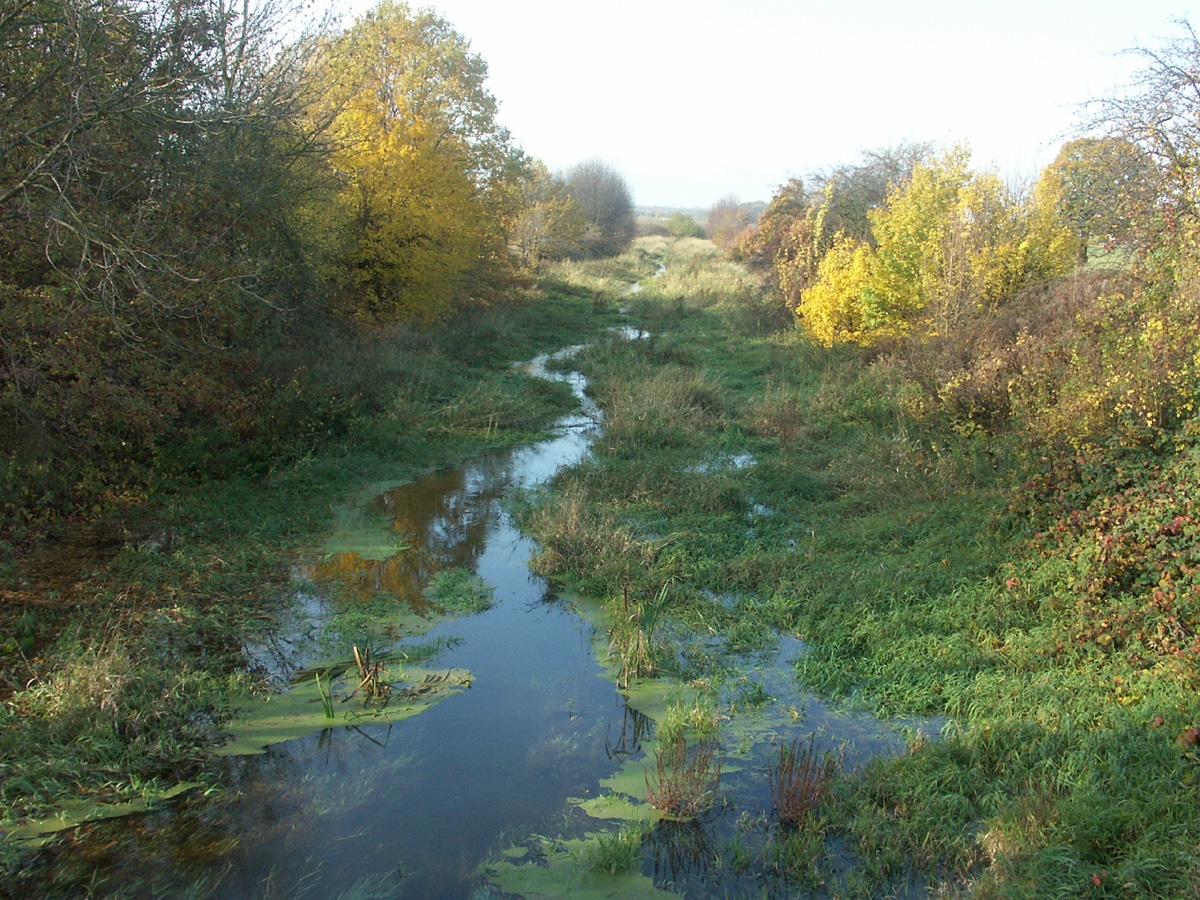
Die Gösel im neuen Flussbett bei Pötzschau
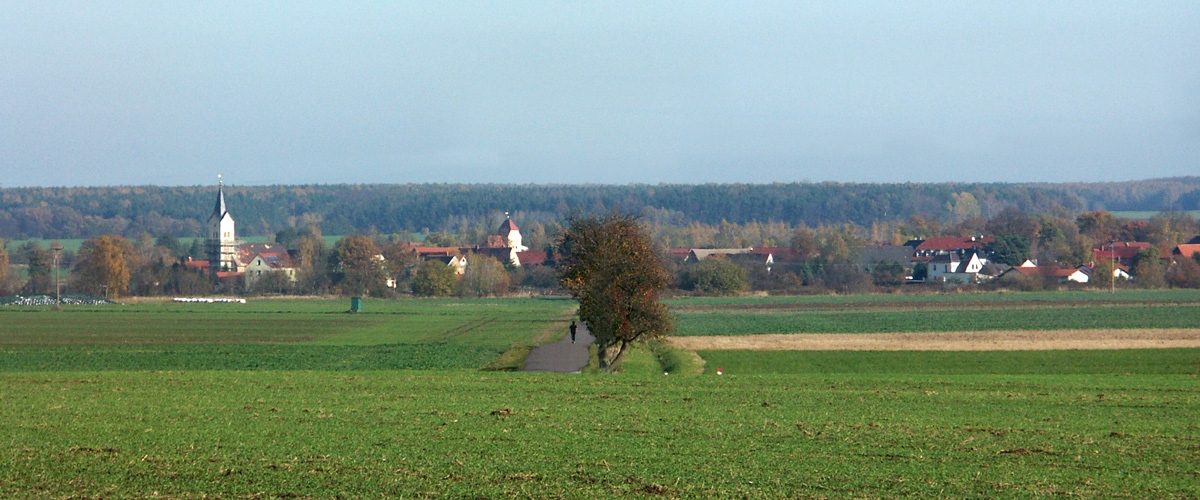
Pötzschau im weiten Tal der Gösel
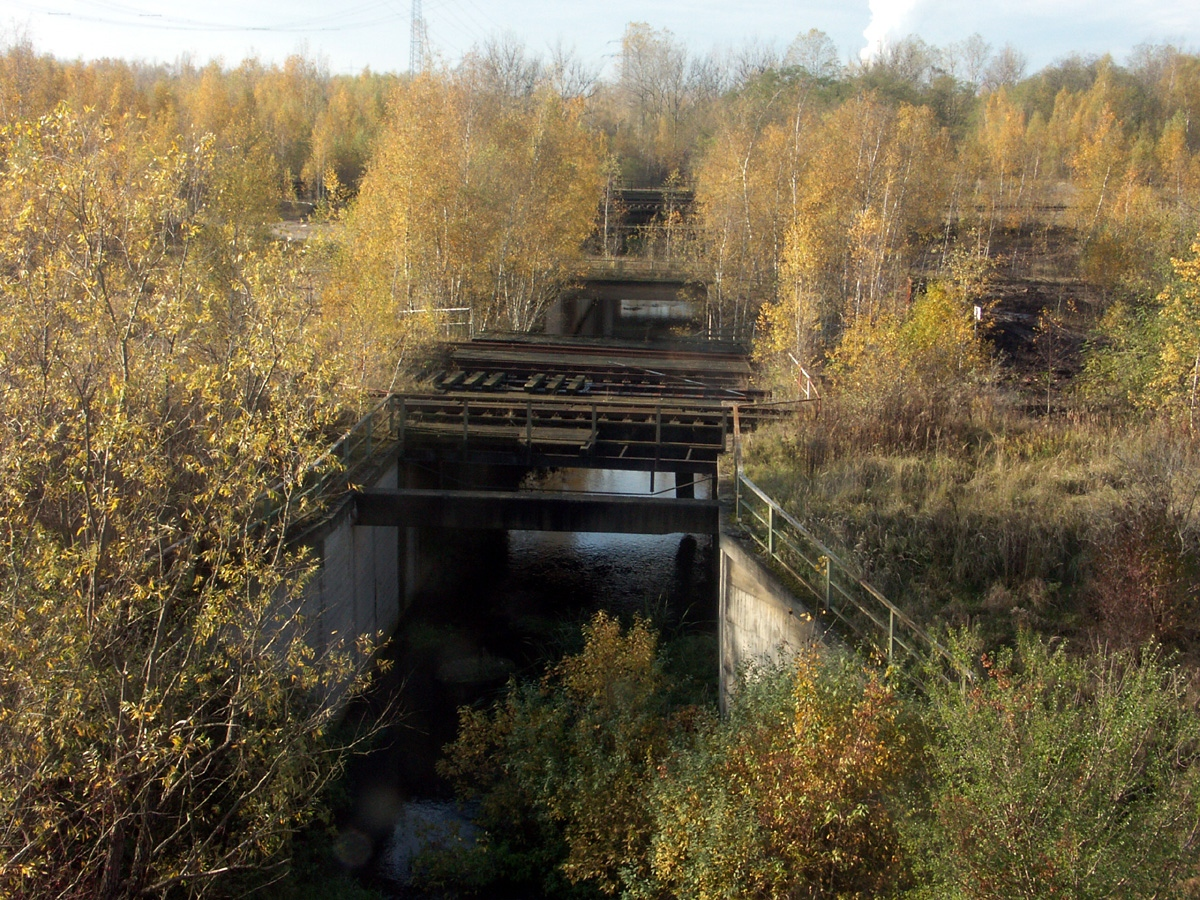
Die Gösel im ehemaligen Bergbaugelände
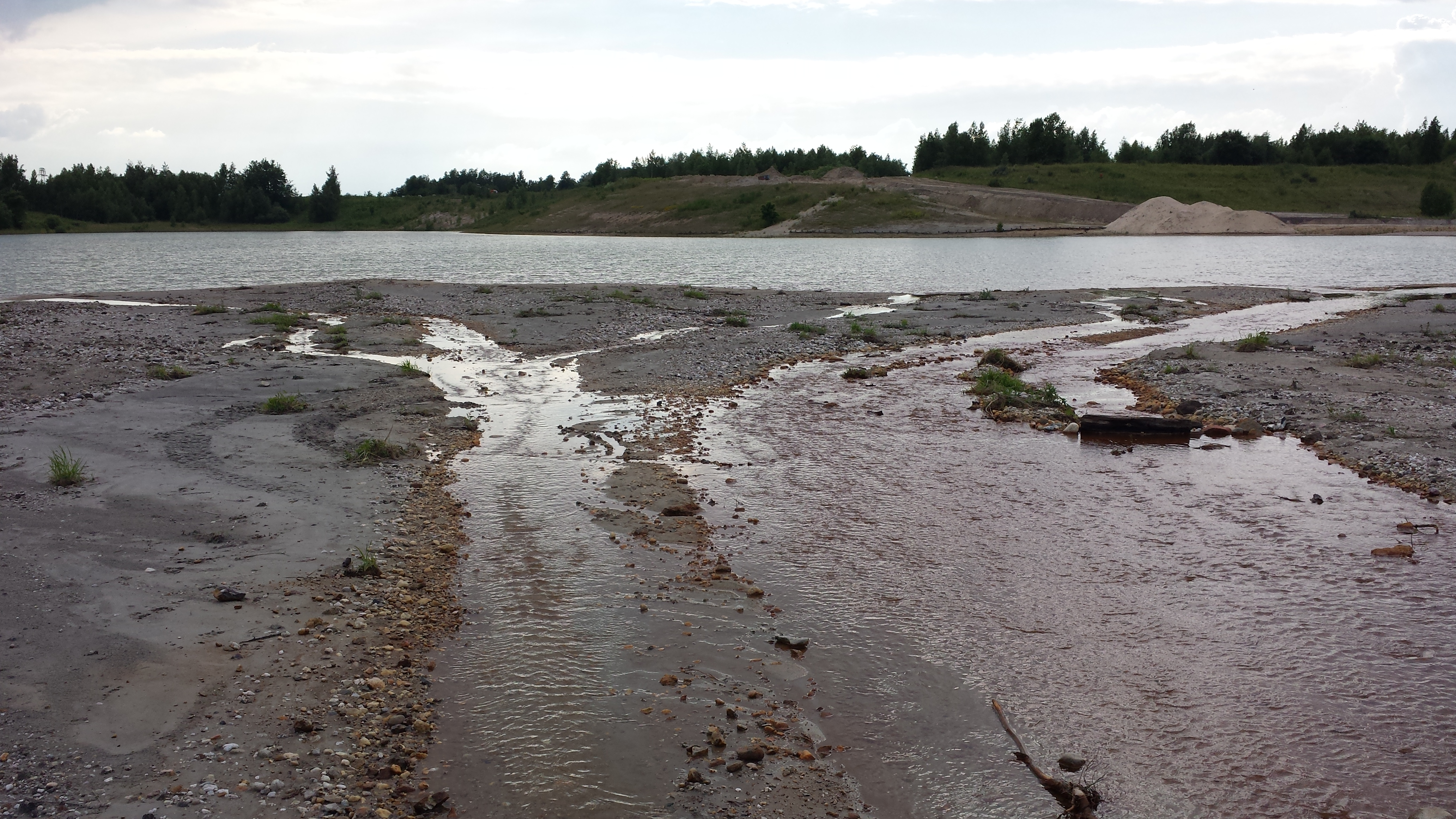
Das Mündungsdelta der Alten Gösel in den Störmthaler See, Juni 2013
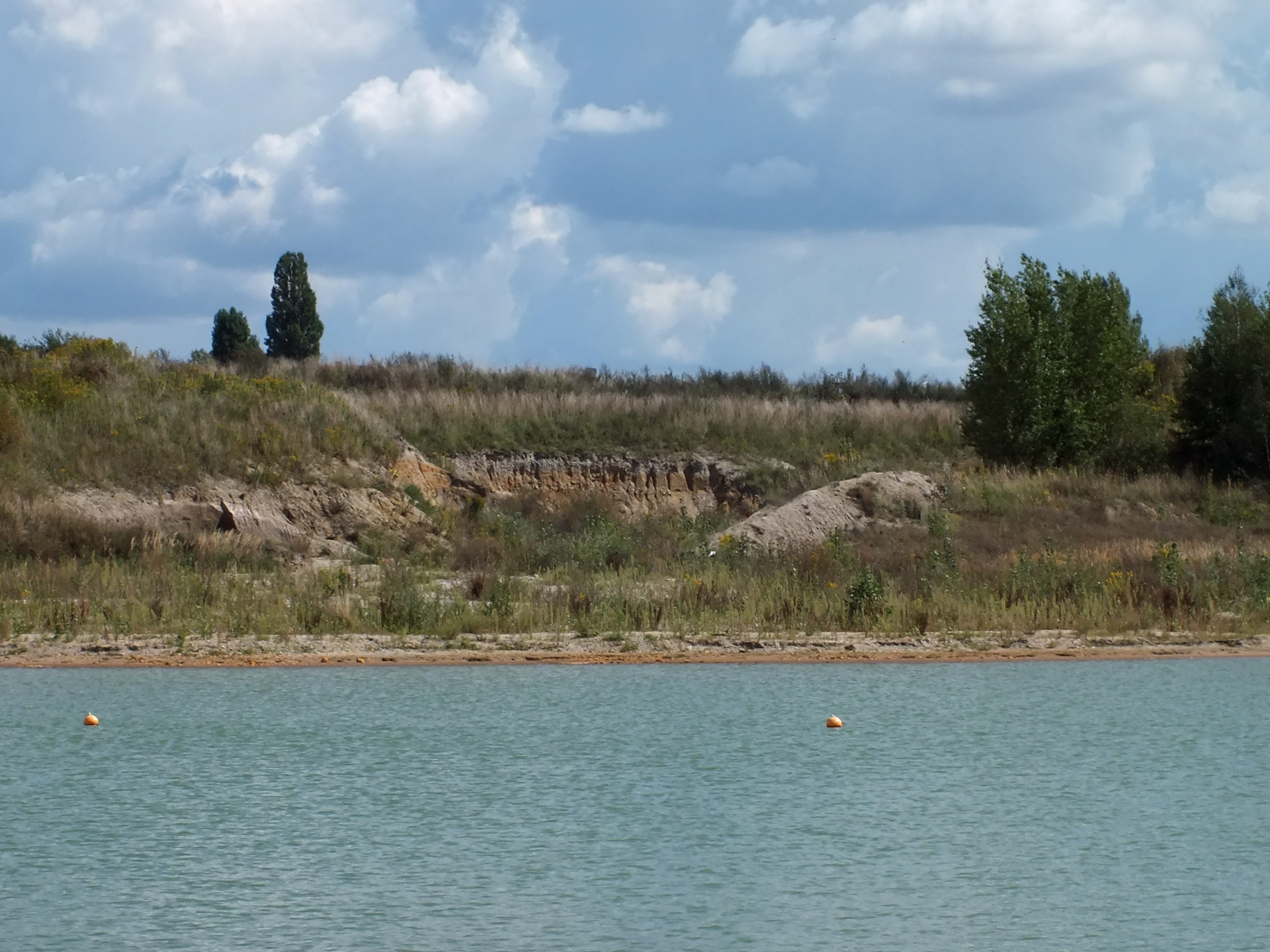
Die Mündungsstelle der Alten Gösel im August 2014